# Islamska umjetnost
Islamska umjetnost podrazumijeva umjetnost i arhitekturu koje su snažno obilježene islamom. Središnje područje njezina rasprostiranja su oni prostori koji su pali pod vladavinu muslimana na samom početku 7. stoljeća: Bliskog Istoka, sjeverne Afrike, sjeverne Indije i Španjolske.

## Podrijetlo i osobitosti
Dvije dominantne značajke islamske umjetnosti i arhitekture, važnost kaligrafske ornamentalnosti i oblik džamije, su prvotno bili povezani uz islamsko vjerovanje, te su se razvili u rano doba religije.
Utemeljitelj islama poslanik Muhamed bio je trgovac iz Meke koji je u četrdesetoj godini života iskusio duboki niz objavljenja te je počeo javno propovijedati novi zakon. Njegova učenja ili objavljenja sadržana su u Kuranu (Qur'anu), jednoj od najvećih knjiga religijskog nadahnuća. Središnje mjesto te knjige u islamskoj kulturi, i gracioznost arapskog pisma doveli su do širenja pisane riječi, posebice putem odlomaka Kur'ana, natpisa na džamijama i razvoja kaligrafskih stilova i ornamenata u svim granama islamske umjetnosti.
Godine 622. od koje počinje islamski kalendar, Muhamed bježi u grad Jatrib (kasnije Medinu). U svojoj složenoj kući okuplja skupinu vjernika koji oblikuju džamiju, sastavljenu od pravokutnog zatvorenog dvorišta s barakama (kućama za Muhamedove žene), zidom s jedne strane i trijemom za hlad za siromašnije sljedbenike. Zato skoro sve džamije prate plan Muhamedove kuće, koja je u suštini sastavljena od zatvorenog dvorišta, zgrade za molitvu na jednom kraju, i arkada sa strane.
Prvi sljedbenici Muhameda, koji dolaze s Arapskog poulotoka, nisu imali prirodne umjetničke tradicije kao carstva koja su kasnije pokorili, i uzeli kao svoja uporišta. Kako se islam širio, njegova umjetnost se razvijala, tako da su na nju utjecali različiti vremenski uvjeti i dostupnost materijala u osvojenim zemljama, te je upijala i prilagođavala urođeničke stilove umjetnosti. Motivi iz jednog područja uskoro postaju univerzalni u cjelokupnom muslimanskom svijetu.
Islamska se umjetnost tako razvila iz nekoliko izvora. U ranu su islamsku arhitekturu prenijeti rimski, ranokršćanski, i bizantski stilovi; utjecaj sasanske umjetnosti – arhitketure i ukrasne umjetnosti predislamske Perzije pod Sasanidima je bila iznimno značajna; srednjoazijski stilovi su doneseni s turskim i mongolskim prodorima; a kineski je utjecaj imao tvorno djelovanje na islamsko slikarstvo, lončarstvo, i odijevanje.
Danas sa sigurnošću znamo da su mnogi gotički oblici kršćanske Europe nastali u islamskoj arhitekturi te preneseni posredstvom sve češćih provala križara.

## Povijest
Slijed razvoja u islamskoj umjetnosti – od 7. do 18. stoljeća – se može podijeliti na tri perioda. Period formiranja islamske umjetnosti je grubo koegzistirao s pravilima prvih vođa islama, omejidskih kalifa (661. – 750.), koji su proširili islam od Damaska u Siriji, do Španjolske. Omejidi su u blizini Eufrata 762. godine podigli potpuno novi glavni grad – Bagdad. Podignut je na kružnoj osnovi s dvostrukim prstenom zidina između kojih su stambene čletvrti nižih društvenih slojeva. Zidine su otvorene vratima prema četiri strane svijeta, a u sredini grada su vjerske i političke zgrade vladara kalifa. Grad je zamišljen apstraktno kao „pupak svijeta“ preko kojega čovjek treba da ostvari vezu sa svemirom. 
U prvo vrijeme Islamskog carstva podignute su i brojne palače-gradovi po uzoru na Sasanide (npr. Kusair Amra, ) koje su bile opasane visokim zidinama s kulama, sa simetričnom, kvadratičnom palačom koja je imala ulaznu dvoranu, džamiju, veliko dvorište, dvorane za prijeme, jedinice za stanovanje (bajt), i hareme. Originalan je i svod koji nije polukružan, nego šiljast.
Kasniji islamski gradovi su slobodno organizirani oko glavnog trga i mnogih ulica (čaršije) gdje se ističu brojne zgrade namijenjene javnom korištenju (džamija, medresa – vjerska škola, bazar (sokak) – natkrivena tržnica, hamam – javnakupatila, hanovi i karavan-saraji – gostionice i svratište, čak i imaret – besplatna kuhinja), te vladarske palače i mauzoleji (turbe).
Centralna vjerska građevina – džamija, dobila je osnovni oblik u to vrijeme: uzdužna pravokutna velika prostorija s mnoštvom stupova (ponekad nadsvođena kupolom) ima naglašeno mjesto za molitvu okrenuto prema Meki u obliku ivana (niše) – mihrab, zdenac u dvorištu za ritualno pranje ruku prije molitve i visoke minarete (tanki visoki toranj kružnog ili poligonalnog tlocrta, s unutrašnjim stubama koje vode do balkona, s kojeg mujezin poziva na molitvu).
Srednji period obuhvaća vrijeme abasidskih kalifa (750. – 1258.), koji su islamom upravljali iz Bagdada u Iraku, do vremena mongolskih osvajanja. Ovaj je kalifat, poznat po svojem unaprjeđenju na područjima učenja i kulture, bio najslikovitiji u povijesti islama. Upravo je u ovom periodu osnažio utjecaj oblika iz iranske umjetnosti. U to vrijeme, u 9. stoljeću, Turkijski narod Seldžuci zauzimaju Bagdad i postaju najjača sila na Srednjem istoku, dok se carstvo parča na abasidski zapad, mamelučki Egipat, seldžučki bliski istok, i perzijski istok. Vrhunac umjetnosti postignut je u lončarstvu, tepisima i sjajnim dekoracijama džamija i njihovih kupola. Najljepša je keramika ukrašena posebnim načinom slikanja kojeg su naučili od Egipćana (emajl – metalni sjaj), a koja je predstavljala figurativne teme iz perzijske poezije.
Razdoblje od mongolskih osvjanja do 18. stoljeća bi se, zbog prikladnosti, mogao nazvati kasnim periodom islamske umjetnosti. Iz spoja Mongola i islama, u Indiji će kasnije nastati Mogulsko Carstvo. Najočuvanija građevina iz vremena prvog mogulskog osvajača – Timura, koji je osvojio i Arabiju, je Timurov mauzolej u Samarkandu (14. st.). To je masivna građevina odbojnih formi, ali osvježen geometrijskim i kaligrafskim ukrasima, kao i bogatom kupolom s tirkiznim pločicama.
God. 1453. g. Osmanlije zauzimaju Carigrad (Istanbul) i donose kraj Bizantskom Carstvu, upadaju na Balkan i prijete kršćanskoj Europi. Godine 1683. su čak opsjedali Beč. Iako Osmansko Carstvo od tada lagano opada, ono će nestati tek krajem I. svjetskog rata 1918. godine. Kad su Turci zauzeli Konstantinopol toliko su bili očarani Justinijanovom Aja Sofijom da su je pretvorili u džamiju, i kopirali je i razvili centralnu kupolu koja se pojavljuje na svakoj kasnijoj džamiji. Npr. džamija Ahmedija u Istanbulu (plava džamija), najvećeg osmanlijskog graditelja Sinana (1609. – 16.).
U 16. st. sa središtem u Agri i Delhiju i nastaje osobita indo-islamska umjetnost džamija i palača (npr. Širvan. Zapanjuje činjenica da veličanstvena građevina Taj Mahal u Agri (1630. – 1648.) nije palača za užitak, nego mauzolej koji je Šah Džahan podigao svojoj voljenoj ženi Mahal. Ovdje je organska plastičnost hinduističke arhitekture usklađena s islamskom apstrakcijom i čistoćom linija. Bijeli mramorni zidovi, raskošno dekorirani reljefima i umetnutim obojenim kamenjem s dubokim nišama punim sjena, izgledaju tanki poput papira, skoro providni, a čitava građevina ostavlja utisak kao da jedva dodiruje tlo i kao da visi o kupoli koja liči na balon. Atmosfera pjesničkog sanjarenja pojačana je okvirom – dugim vještačkim jezerom u kojem se građevina ogleda, oivičeno tamnozelenim žbunjem, ističe hladnu bjelinu paviljona na veleban način.

## Arhitektura
Nekoliko je relativno jednostavnih obreda islama pospješilo jedinstvenu religijsku arhitekturu, koja uključuje džamije (mošeje), mjesta društvenog okupljanja i molitve, i medrese, ili škole religioznosti. Važni među različitim svojstvenim oblicima islamske sekularne arhitekture su palače, karavan-saraji, i gradovi, čije je planiranje uvijek uključivalo brigu o prevažnim izvorima vode te o stvaranju prikladnih zaklona od vrućine. Treći tip zgrada koje su bile značajne u muslimanskom svijetu su mauzoleji, koji su služili kao grobnice za vladara ili sveca, ali i kao simboli političke moći. Sve te strukture, religijske i sekularne, dijele mnoštvo svojstava.

## Dekorativna umjetnost
Islamski propisi dozvoljenih motiva u umjetnosti slični su onima tijekom ikonoklastičkog pokreta u vrijeme Bizantskog Carstva, koji je promicao ideju zabrane oslikavanja svetaca i proroka, te njihova obožavanja. Zabranjeno je bilo i prikazivanje reprezentativnih slika jer samo Bog može dati život. Umjetnost je uvijek bila promatrana u religijskom kontekstu, no u sekularnoj dekorativnoj umjetnosti, koja je uvelike ovisila o ortodoksnosti pojedinog vladara, to nije uvijek bio slučaj. Posljedica tih zabrana je bila da se, čak i pri prikazivanju figura ljudi i životinja, izbjegavalo korištenje ukrasnog okvira te, za razliku od europskih umjetnika, muslimanski umjetnici nisu razvili poznavanje anatomije, muskulature i perspektive. S druge pak strane, su ovakva ograničenja usmjerila umjetnike na općeprihvatljivi razvoj ukrasnih uzoraka, koji su bili temeljeni na geometrijskim oblicima, arapskom pismu i lističavim stiliziranim oblicima.
Drugi važni propis koji je uvjetovao razvoj islamskih dekorativnih umjetnosti bio je zabrana upotrebe skupocjenih materijala. Tako je, za razliku od drugih kultura u kojoj su prevladavali plemeniti metali, islamska umjetnost bila usmjerena na keramiku, ukrašavanje brončanih vaza, i rezbarije u drvetu. Islamska umjetnost jer prije svega umjetnost bogatih uzoraka i intenzivnih boja, čime se tvore predivne dekorativne površine zgrada od kamena i mramora u boji; sjajne obojene keramike, metalnog ručnog rada i bogatih tkanina i tepiha. Svugdje pronalazimo bogatstvo uzoraka geometrijskih i organskih oblika.
Turski tepisi pokazuju trajan muslimanski osjećaj za dizajn. Oni su uvijek s apstraktnim ili biljnim motivima, ograničenih boja, s crtežima koji počivaju na stoljetnoj tradiciji tkanja iz Turske centralne Azije. Njih su toliko poštivali Europljani da su ih umjesto na podove stavljali na stolove i zidove (tzv. Holbein stil ukrašavanja zidova).

### Lončarstvo
Najbolji izraz islamske umjetnosti je svakako lončarstvo, koje pokazuje najviši stupanj kreativnosti i inovacije. Prvi period u lončarstvu započinje pojavom uvezenog kineskog porculana u Bagdadu, koje je potaklo rad abasidskih lončara i majstora. Ispočetka su uspješno imitirane boje, a da bi postigli porculanski učinak izumljena je kremasta glazura. Ona je kasnije plavo bojana i rezbarena raznim natpisima u visokom reljefu. Druga tehnika koja se raširila u sve dijelove svijeta bila je bojenje metalnom otopinom nakon što je keramika pečena, što joj je davalo karakteristične boje.
Neke od posuda koje su pronađene u Iranu su bile ukrašene figurama životinja ili ispunjenim ornamentima i kaligrafskim elementima, dok su kod drugih ukrasi uglavnom ograničeni na monumantalne natpise s malim dekorativnim motivima.

### Staklarstvo
Muslimanski su umjetnici također radili sa staklom, ispočetka u tehnikama koje su zatekli u Bizantu i sasanidskom Iranu, a kasnije korištenjem novih načina. Rezana, lijepljena, bojana i rezbarena stakla su bila iznimno visoke kvalitete. Pocakljeno staklo iz Sirije u 12. stoljeću bilo je vrlo cijenjeno i uglavnom uključuje pehare i urešene voštane svjetiljke koje često nalazimo u džamijama.

### Rad s broncom
Zbog propisa oko dozvoljenih materijala, bronca je bila najviše korišteni materijal. Neki od najboljih uradaka očuvani su u europskim ckvenim zbirkama. Ispočetka su prihvaćeni isključivo dekorativni sasanidski oblici, ali kasnije se izrađuju figurativni predmeti: posude u liku životinja, svijećnjaci i tanjuri. Važne primjerke, ukrašene bakrom i srebrom, nalazimo u Iranu i Iraku.

### Slikarstvo
Slikarstvo je, kao i u većini islamskih umjetnosti, služilo za jasne svrhe. To je obično bila umjetnost ilustracije arapskih knjiga, koja se razvila iz bagdadske škole rukopisne ilustracije 13. stoljeća, a obožavali su je i otomanski (turski) vladari za kojih se uvodi portret i izraženija ljudska figura. Znanstvene ilustracije su u pravilu linijske, a kolorističke sekularne slike su naivne, s dekorativnim elementima pejzaža (kineski utjecaj) i dvije do tri prikazane monumentalne figure. Perzijski utjecaj predstavlja oslikavanje minijatura, kineski uvođenje emocija, a kompleksnost kompozicije je značajka nove škole. Najljepši primjeri potječu iz perzijske dinastije Safavida (1500-1720) kada ilustracije čak postaju neovisne od teksta. Npr. iluminacija "Uznesenje Muhameda" iz 1540. g. je bogata bojom i detaljima, a uzbuđenje i pokret se postižu Muhamedom na galopirajućem konju s ljudskom glavom, okružen mnoštvom anđela, plamenim jezicima i vijugavim oblacima.
Oblik dekorativne umjetnosti bila je i izrada kožnih korica za knjige s geometrijskim uzorcima. Prvi primjerci su bili obrađivani i reljefni, kasniji pozlaćeni, a od 16. stoljeća i pocakljeni.

## Islamski utjecaji na europsku srednjovjekovnu umjetnost
Islamska umjetnost srednjeg vijeka veoma je značajna za razvoj srednjovjekovne europske umjetnosti jer ju je europska elita cijenila i masovno kopirala. Islamska umjetnost obuhvaća veliki raspon umjetničkih medija od kaligrafije, ilustriranih rukopisa, tkanine, keramike, obrade metala i stakla. Razdoblje od 600. do 900. godine bio je period formiranja, a od 10. st. nadalje islamska se umjetnost razvila u različite regionalne stilove. Nosioci rane islamske umjetnosti bili su majstori mozaika i kipari koji su izučili zanat u bizantskoj i koptskoj tradiciji. Umjesto zidnog slikarstva islamski su umjetnici koristili šarene keramičke pločice za ukrašavanje zidova, najranije od 862. – 863. (u Ukbetovoj džamiji u Kairouanu u modernom Tunisu), što se također proširilo po Europi. Prema mišljenju Johna Ruskina, Duždeva palača u Veneciji sadrži „tri elementa u potpuno jednakim proporcijama – rimski, lombardski i arapski. Ona je središnja građevina svijeta ... povijest gotičke arhitekture je povijest rafiniranja i spiritualizacije sjevernjačkih djela pod tim utjecajem”.
Tako španjolsko gotički umjetnički stil mudéjar nastaje pod utjecajem islamske maurske umjetnosti i uz sudjelovanje maurskih umjetnika, koji su djelovali i u kršćanskim zemljama; uz slabije utjecaje umjetnosti kršćanskog Zapada. Maursku umjetnost, napose arhitekturu, odlikuje živi kolorizam i raskošna plastička dekoracija koja prekriva sve površine zidova na štetu konstruktivne jasnoće građevine. Vrijedna arhitektonska ostvarenja toga stila nalaze se u Toledu, Sevilli (Alcázar, Casa de Pilatos) i Zaragozi (Mudéjar arhitektura u Aragonu). Mudéjar lončarstvo u Španjolskoj se najprije proizvodilo u Al-Andalusu, no kasnije su se muslimanski lončari preselili u područje kršćanske Valencije, gdje su svoje proizvode izvozili kršćanskoj eliti diljem Europe. Druge vrste islamske skupocjene robe, ponajviše tkanine i tepisi, uglavnom su se uvozile iz islamskih gradova koji su bili daleko bogatiji od najbogatijih europskih Tako npr. povjesničar ernand Braudel ističe: „Razlog stoljetnoj dominaciji Islama u Starom svijetu, od Atlantika do Pacifika, bio je taj što osim Bizanta, nijedna druga država nije mogla konkurirati islamu po količini zlatnog i srebrnog novca; ...”, preko mletačkih trgovačkih putova. Međutim, veći dio luksuznih proizvoda za dvorske potrebe kao što je svila, bjelokost, drago kamenje i nakit uvozio se u Europu u nedovršenom obliku, a završnu su obradu vršili lokalni srednjovjekovni majstori i označavali ih kao „istočnjačke” Ova djela nisu imala vjerski prikaz već su bili ukrašeni nefigurativnim ornamentima kako bi bili lakše prihvaćeni na Zapadu. U zapadnoj umjetnosti kasnog srednjeg vijeka čak se pojavila moda imitiranja arapskog pisma kao dekoracijski motiv.

## Poveznice
- Maurska umjetnost
- Islamski Kairo

## Vanjske poveznice

### Sestrinski projekti
|  | Zajednički poslužitelj ima još gradiva o temi islamska umjetnost |

### Mrežna mjesta
- Hrvatska enciklopedija: islamska umjetnost
- Proleksis enciklopedija: islamska umjetnost (graditeljstvo)
- islamsko graditeljstvo Hrvatska tehnička enciklopedija, portal hrvatske tehničke baštine. LZMK